# 李纲 (新昌县公)
李纲（547年—631年），字文纪，观州蓚县（今河北省景县）人，隋朝、唐朝大臣。

## 生平
开始名为李瑗，字子玉，因读《后汉书·张纲传》，仰慕张纲为人而改为李纲。北周齐王宇文宪招聘他为王府参军，宇文宪被周宣帝杀后，李纲赶车将宇文宪尸首载出安葬，并抚棺痛哭祭拜。宇文宪的女儿守寡无所依靠，他以齐王府的故吏，救济抚养宇文氏。
在隋朝开皇末，作为隋文帝太子杨勇的老师，任太子洗马一职。后与杨素、苏威交恶，被派为行军司马随军征讨林邑，几乎丧命。后遇到赦免，隐居在鄠县（今陕西省户县）。
李渊入长安，李纲前来谒见，为丞相府司录参军，封新昌县公。唐朝建立後，拜礼部尚书，兼太子詹事，掌管选拔人才授官的事务。他敢于犯言直谏，避免滥施刑罚。作为太子詹事，李纲起初深受太子李建成礼遇，后见太子与秦王李世民矛盾渐深，频向李渊祈求致仕退休，被李渊大骂一顿后，提升为太子少保，礼部尚书、太子詹事并如故。
贞观四年，唐太宗再次拜李纲为太子少师，教导太子李承乾。贞观五年（631年）卒，年八十五。赠开府仪同三司，谥曰贞。太子为之立碑。

## 家族
出自渤海李氏，六世祖李洪，司空公。
- 曾祖父李相，后魏本州别驾、乐陵郡太守。
- 祖父李元则，后魏清河太守。
- 父亲李制，字礼度，魏车骑将军、仪同三司、新昌县开国公，北周泉会、归宁、盘龙三郡太守。周宣政元年（578年）三月卒，时年六十九。唐武德元年十一月，诏赠使持节冀州诸军事、冀州刺史，谥曰敬公。武德元年太岁壬寅十一月壬寅朔十九日庚申，合葬于万年县洪原之乡。
- 母亲梁季华，京兆人，雍州司马梁珉之第三女。天和三年（568年）三月卒，春秋六十。
  - 子李少植，隋武阳郡同功书佐，先于李纲卒。
    - 孙李安仁，永徽中为太子左庶子。卒于恆州刺史。
    - 孙李安静，天授中为右卫将军。为来俊臣所诬杀。

  - 子李彦口，隋秘书郎。
    - 孙李敞。
      - 曾孙李孝信。
        - 玄孙李克忠。
          - 来孙李华，东京国子监太学进士上骑都尉。

  - 子李立言，大将军主客郎中、蓨县男。

## 延伸阅读
[在维基数据编辑]
 在维基文库阅读此作者作品
 《新唐書·卷099》，出自《新唐書》